# انگه‌وول
انگه‌وول (به لاتین: Əngəvül) یک منطقه مسکونی در جمهوری آذربایجان است که در شهرستان یاردیملی واقع شده است.